# Legyesbénye
Legyesbénye is een plaats (község) en gemeente in het Hongaarse comitaat Borsod-Abaúj-Zemplén. Legyesbénye telt 1684 inwoners (2001).